# أحمد جاب الله
الدكتور أحمد جاب الله (1956 -) هو مؤلف وباحث إسلامي تونسي مقيم في باريس، ومدير المعهد الأوروبي للعلوم الإنسانية في باريس، وقيادي بجماعة الإخوان المسلمين في أوروبا.

## حياته ونشأته[4]
وُلد في تونس عام 1956.
حصل على الإجازة العالية في أصول الدين من كلية الشريعة وأصول الدين من جامعة الزيتونة عام 1979.
حصل بعدها على الماجستير والدكتوراه من جامعة السربون في باريس في الدراسات الإسلامية.
زوجته نورة جاب الله

## مسيرته
- نائب رئيس اتحاد المنظمات الإسلامية في أوروبا،
- عضو في المجلس الأوروبي للإفتاء والبحوث، تولَّى رئاسة اتحاد المنظمات الإسلامية في فرنسا بين عامي 1985 و1991
- مدير المعهد الأوروبي للعلوم الإنسانية في باريس
- ويعمل الآن مديراً للمعهد الأوروبي للعلوم الإنسانية، ونائباً لرئيس اتحاد المنظمات الإسلامية في أوروبا

ساهم في تأسيس الكيانات الأولى للإخوان المسلمين في فرنسا، وتولّى رئاسة اتحاد المنظمات الإسلامية فيها (التنظيم المظلي للإخوان) مرتين: الأولى ما بين عامي 1984 و1992، والثانية ما بين عامي 2011 و2012.

## مؤلفاته
صدر له أكثر من عشرة كتب منها
- «مفهوم المواطنة الأوروبية ومقتضياتها في ميزان الإسلام»،
- «قواعد التعامل بين المسلمين وغيرهم في المجتمعات الأوروبية»،
- «الخلفية الثقافية للعلاقة بين الإسلام والغرب».

## وصلات خارجية
- مستقبل المسلمين في الغرب بعد أحداث سبتمبر، أحمد جاب الله: (مدير المعهد الأوروبي للعلوم الإنسانية في باريس ونائب رئيس اتحاد المنظمات الإسلامية في أوروبا)، برنامج بلا حدود، قناة الجزيرة، 10 سبتمبر 2003م